# 呑川
呑川（のみかわ／のみがわ）は、東京都を流れる二級河川。呑川水系の本流である。

## 地理
東京都世田谷区桜新町の東急田園都市線桜新町駅南側付近を水源とし（ちなみに桜新町駅北側へは、蛇崩川の支流の水源となっており、共通の水脈が駅からそれぞれ南北に流れている）、世田谷区深沢、目黒区八雲、東急東横線都立大学駅付近（目黒区中根付近）、東急大井町線緑が丘駅及び東急目黒線大岡山駅付近（東京工業大学付近）、大田区石川町、雪ヶ谷、久が原、池上、蒲田（JR蒲田駅、東京工科大学、日本工学院専門学校、京急本線京急蒲田駅付近）を流れ、糀谷を抜けて東京湾に注ぐ。
各支流、および本流上流部（世田谷区深沢から目黒区大岡山の東京工業大学付近まで）は全て暗渠化・緑道化され、下水道として利用されている。下水道は本流暗渠部の終端やや上手で呑川から離れる形になるが、大雨が降って処理しきれなくなると呑川（開渠部）にも越流させるため、悪臭がひどい。高度成長期の昭和後期までは、川の水は常にヘドロにまみれて汚れていたので周辺住民も「呑川は汚れているもの」という考えが根付き、川に対する環境意識が希薄で、ごみなどの廃棄物が多数投げ込まれていた。平成および令和を迎え、大田区では、呑川の水質浄化に向けて様々な取り組みが行われている。（1）呑川の河床整正工事（2）高濃度酸素水浄化施設（3）スカム発生抑制装置（屋形船型浄化装置）などにより、水質は大幅に改善され周辺住民を悩ましていた悪臭も消えている。。
現在開渠部に見られる流水はおもに、「城南3河川清流復活事業」による高度処理水で、暗渠の終端近い東京工業大学付近から放流されている。
水源近くの国道246号（玉川通り）から駒沢通りまでの1km程の区間は親水公園として整備され、循環水が流されている。川に沿って桜並木になっており、川にはカルガモも見られる。1994年、手づくり郷土賞（人々が集い憩う水辺づくり）受賞。
下流は新たな川が掘られ、新呑川になっている（旧呑川については後述）。洪水や氾濫を防ぐために直線化した新呑川（呑川）は、羽田空港との間の海老取川に注ぎ込んでいる。
世田谷区深沢付近から目黒区中根、緑が丘付近の緑道（遊歩道）も桜並木となっており、春になるとお花見で賑わう。また子供たちなどの遊び場になっている他、都立大学駅付近など一部が目黒区の自転車置き場としても利用されている。
呑川という名称の語源として、その昔ウシが誤って川に落ち水を飲んでしまうことがあったから、などといった説がある。
呑川にはコイ・フナ・ボラなどの魚が生息しており、近年はウナギが見つかったこともある。しかし、最近はミシシッピアカミミガメやガーなどの日本に居るはずの無い外来生物が見つかっている。このうち、前者の繁殖は明らかであるが、後者の繁殖は確認されていない。
2022年3月初頭、旧来から生息していたボラなどの魚が1000匹以上にわたって大量死しているのが見つかり、原因を調査中である。

### 支流・分流

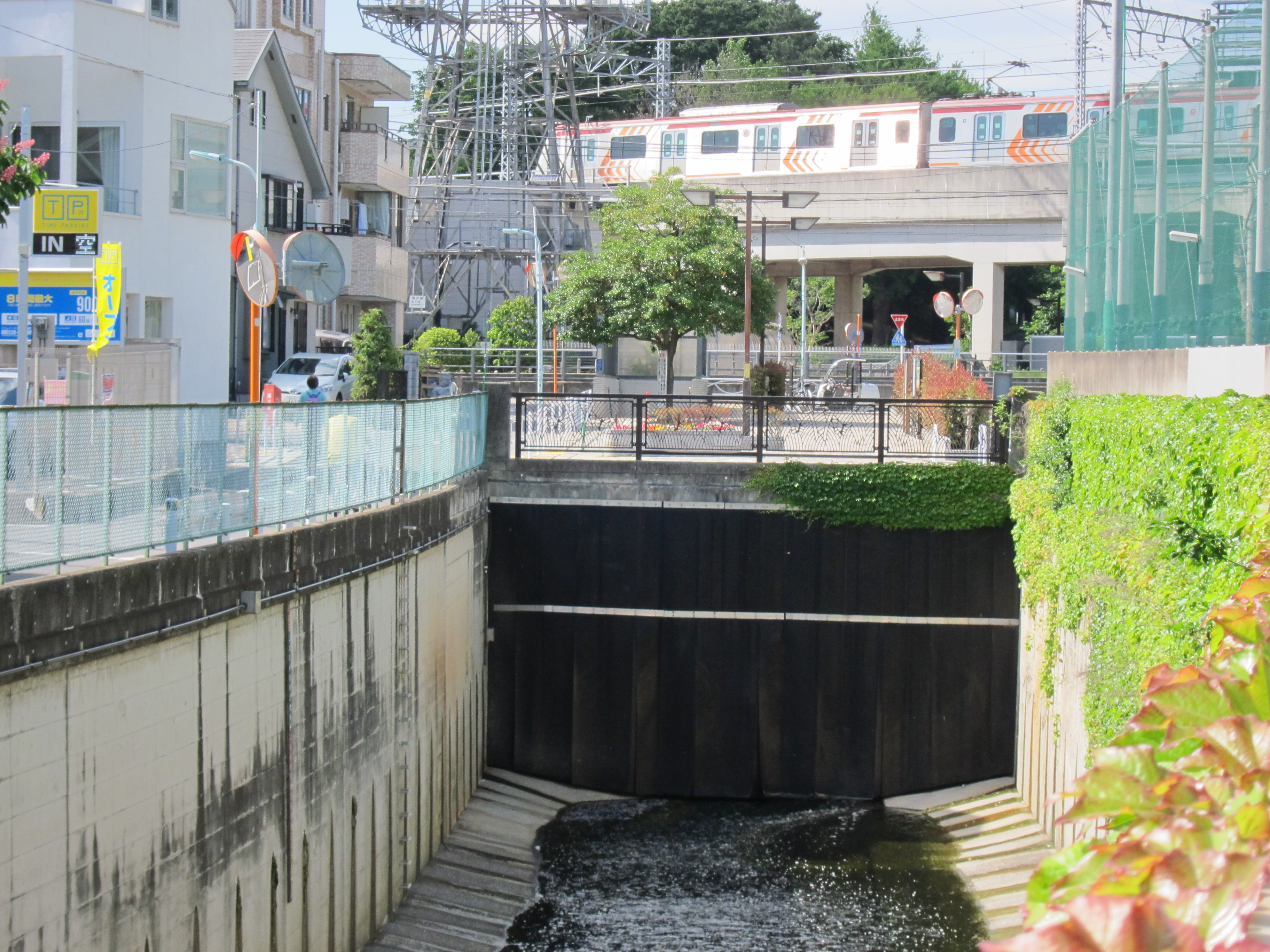
緑が丘駅南東の地点で暗渠から開渠へ。正面に見える高架下辺りで、九品仏川緑道と呑川本流緑道が合流している。

以下、上流から順に記述する。
駒沢支流
周囲の地形の高低差（駒沢オリンピック公園自体が支流の高低差を利用し、窪地として作られている）および住所の境界線から、柿の木坂支流に近い世田谷区駒沢一丁目2番と目黒区東が丘二丁目12番の間まで水源がたどれ、明確な痕跡は駒沢オリンピック公園南東から現れる。以後南に向かってほぼまっすぐ流れ、目黒区八雲二丁目11番・12番・25番で西から流れてきた本流に北から合流し、東に向かう。
柿の木坂支流
世田谷区の上馬交差点より、上馬三丁目と東が丘一丁目の区境までは一般道と化しているが、高低差や隣の道と比べ不自然にカーブした道で判別可能。東が丘一丁目35・36番地の道路の西から歩道に、次の33・34番地から駒沢支流同様に中央が緑地となる。途中東に大きく湾曲し、最も東を通る柿の木坂一丁目・二丁目境界付近では、隣の立会川の源流である碑文谷公園の碑文谷池と350mほどしか離れていない。再度南西に曲がり、都立大学駅北口で北西から流れてきた本流に北東から合流し、南に向かう。この2支流は呑川の無名支流の中でも最も大きく、地図だけでなく周辺の案内にも「駒沢支流」「柿の木坂支流」と明記されていることが多い。
九品仏川
浄真寺（九品仏）付近を水源として東京工業大学付近で本流と合流。なお上流・下流ともかつては合流する河川が変わっており、特に上流については谷沢川・等々力渓谷との河川争奪が指摘されている。
この上記3支流が呑川では特に大きな支流であり、また九品仏川のみが単独の河川名を持つ。
洗足流れ
大田区清水窪を水源のひとつとする洗足池を水源として、道々橋付近で本流と合流。
他にも世田谷区深沢や奥沢、大田区石川町や南雪谷周辺の数本の小さな支流、川底や川壁からも、水が注ぎ込んでいる。
旧呑川
京急蒲田駅近くの東蒲中学校付近で、旧呑川と、昭和10年に掘られた新呑川に分流する。水質悪化のため、東京オリンピックを機に昭和30年代から徐々に埋立てが始まり、昭和51年までに全区間が埋め立てられた。昭和島の目の前である河口の、ごく一部は開渠となっており、避難橋横に水門もある。

## 橋梁
- 東急池上線
- 境橋
- JR東海道新幹線・JR横須賀線
- 池上橋
- 堤方橋
- 御成橋
- 菖蒲橋 - （東京都道11号線）
- 仲之橋
- 呑川大橋